# Rick Cosnett
Rick Cosnett (Chegutu, 6 de abril de 1983) é um ator zimbabuano-australiano. Tornou-se conhecido por interpretar Wes Maxfield em The Vampire Diaries e Eddie Thawne em The Flash. Ele é primo de Hugh Grant.

## Filmografia

### Cinema
| Ano  | Título                   | Papel     |
| ---- | ------------------------ | --------- |
| 2006 | The Bet                  | Mike Voss |
| 2008 | The Terrorist            |           |
| 2009 | The Neighbour            |           |
| 2010 | The Elephant in the Room | Curtis    |
| 2012 | The Timing of Love       | Simon     |
| 2013 | Continuing Fred          | Brian     |

### Televisão
| Ano       | Título                 | Papel          | Notas            |
| --------- | ---------------------- | -------------- | ---------------- |
| 2004      | Forensic Investigators | Mal Henshall   |                  |
| 2005      | headLand               | Brad Partridge |                  |
| 2007      | East West 101          | Greg Small     |                  |
| 2008      | The Trojan Horse       | Will Tullman   |                  |
| 2008      | The New Inventors      | Inventor       |                  |
| 2013      | The Vampire Diaries    | Wes Maxfield   |                  |
| 2014-2016 | The Flash              | Eddie Thawne   | Elenco Principal |
| 2015-2016 | Quantico               | Elias Harper   | Elenco Principal |